# 鸿亭街道
鸿亭街道，是中华人民共和国广西壮族自治区钦州市钦北区下辖的一个乡镇级行政单位。

## 行政区划
鴻亭街道下辖以下地区：
小江社区、山塘社区。